# Narcine oculifera
Narcine oculifera är en rockeart som beskrevs av Carvalho, Compagno och Jonathan K.L. Mee 2002. Narcine oculifera ingår i släktet Narcine och familjen Narcinidae. IUCN kategoriserar arten globalt som otillräckligt studerad. Inga underarter finns listade i Catalogue of Life.